# Change (албум на Шугабейбс)
Change е петият студиен албум на британската поп-група Шугабейбс, издаден през октомври 2007. Албумът достига номер едно във Великобритания и получава платинена сертификация.

## Списък с песни
Албумът включва 11 песни. Версията за Великобритания съдържа една бонус песен повече.
1. About You Now – 3:32
2. Never Gonna Dance Again – 3:43
3. Denial – 3:31
4. My Love Is Pink – 3:44
5. Change – 3:37
6. Back When – 3:56
7. Surprise – 3:05
8. Back Down – 3:50
9. Mended by You – 3:34
10. 3 Spoons of Suga (бонус трак за Великобритания) – 3:50[2]
11. Open the Door – 3:16
12. Undignified – 3:45

## Списък с песните
1. „About You Now“ – 3:32
2. „Change“ – 3:37
3. „Denial“ – 3:31
4. „Freak Like Me“ – 3:15
5. „Round Round“ – 3:57
6. „Red Dress“ – 3:38
7. „In the Middle“ – 3:55
8. „Stronger“ – 4:04
9. „Shape“ – 4:12
10. „Overload“ – 4:38
11. „Good to Be Gone“ – 3:27
12. „Caught in a Moment“ – 4:26
13. „Ugly“ – 3:51
14. „Easy“ – 3:39
15. „Too Lost in You“ – 4:00
16. „Hole in the Head“ – 3:39
17. „Push the Button“ – 3:38

Албумът с най-големите хитове на групата Overloaded: The Singles Collection не е издаден във Франция и френското издание на Change е адаптирано, за да стане компилация.